# Славутич, Яр
Яр Славутич (при рождении — Григорий Михайлович Жученко; 1918—2011) — украинский поэт и переводчик, педагог, собиратель фольклора.

## Биография
Родился в семье гербового шляхтича в древнем (основанном ещё в XVII в.) казачьем зимовье, впоследствии — родовом хуторе Жученки, на северной Херсонщине.
В 1925—1927 гг. учился в начальной школе в с. Благодатное (первый и второй классы), а в дальнейшем в начальной школе села Новошевченково, которую окончил в 1930 году. Уже в младшем школьном возрасте начал писать стихи. В 1930—1932 гг. учился в Гуровской семилетке (пятый и шестой классы). Как старший из шести детей помогал по хозяйству отцу.
В сентябре 1932 г. арестован вместе с отцом, отказавшимся вступать в колхоз и получившим непосильный «план ко двору». Отца отправили в ссылку, а Григорий сбежал из поезда на ходу близ Богодухова через отверстие, прорезанное в потолке товарного вагона. Вернувшись домой, участвовал в стихийных восстаниях крестьян против произвола советской власти.
В 1935 г. уехал в Запорожье, где учился на вечерних курсах, занимался самообразованием, участвовал в ликвидации неграмотности среди рабочих комбината «Запорожсталь». В сентябре 1936 поступил в Запорожский педагогический институт; участвовал в литературных вечерах, читал свои стихи, собирал фольклор, интересовался историей Украины, казацкими обычаями, судьбой своего рода.
Дебютировал в печати в 1938 году на страницах харьковского «Литературного журнала». По вопросам поэтического мастерства его консультировали Н. Филянский, В. Сосюра, Т. Масенко, В. Свидзинский. Ориентировался на поэзию неоклассиков.
В 1940 г. подготовил первый сборник стихов «Слово о Запорожской Сечи» под псевдонимом «Славутич» (редактор М. Рыльский), но рукопись погибла во время войны.
Летом 1940 г. получил диплом преподавателя украинского языка и литературы, но уже осенью был мобилизован в Красную армию и направлен на учёбу в Сапёрно-инженерную школу. В начале войны в чине младшего лейтенанта вместе со своим взводом строил мосты на белорусских реках, а затем разрушал их в ходе отступления советских войск. На десятый день войны его дивизия попала в окружение и он дезертировал. Вместе с другими беглыми военнослужащими создал подпольную группу для борьбы за свободную Украину; в январе 1942 г. группа переформировалась в Черниговскую Сечь. С 1941 г., став подпольщиком, поменял имя и фамилию на Яр Славутич, так же подписывал публикации в периодике во время немецкой оккупации.
Осенью 1943 г. попал во Львов, летом 1944 уехал на Запад. После многочисленных арестов и побегов оказался в американской зоне в Баварии. В 1945—1946 гг. был вольнослушателем Украинского свободного университета в Аугсбурге. Издавал и редактировал журнал «Зарево» в Аугсбурге, работал в редакции журнала «Арка» в Мюнхене. В 1948 г. женился на Вере Цибар.
С 1949 г. жил в Филадельфии, где преподавал в субботней и вечерней школах, работал в переплётной мастерской. В 1953—1955 гг. учился в Пенсильванском университете, где получил учёную степень магистра (1954), а затем доктора философии (1955). В 1955—1960 гг. занимался преподавательской работой в Американской военной школе языков в Монтерее.
В 1960 г. переехал в Канаду, где занимал должность профессора Альбертского университета на протяжении более двух десятилетий. В 1983 г. вышел на пенсию. С 1990 г. часто посещал Украину.
В 1990 году основан благотворительный фонд Яра Славутича, средства которого идут на поддержку и подъем литературно-художественной, научной, издательской деятельности.
Отмечен премиями Литературного фонда имени И. Франко (Чикаго), Украинской Могилянско-Мазепинской Академии Наук, золотой Шевченковской медалью, премиями имени Яворницкого (Сичеслав) и имени Д. Загула (Черновцы). Действительный член Украинской Свободной Академии Наук (УВАН) в Канаде, Научного общества имени Тараса Шевченко. В 1998 г. награждён знаком отличия Президента Украины — орденом «За заслуги» III степени.

## Произведения

### Сборники стихов
- «Поёт колос» (1945)
- «Гомон веков» (1946)
- «Правдоносцы» (1948)
- «Жажда» (1950)
- «Оазис» (1960)
- «Величие» (1962)
- «Завоеватели прерий» (1968)
- «Мудрость странствий» (1972)
- «Живые факелы» (1983)
- Избранное. Переводы с украинского Юрия Пустовойтова и других. Общество еврейско-украинских связей. Иерусалим (1986)
- «Сабли тополей» (1992; 1995)

### Прочее
- Поэма «Дочь без имени» (1952)
- Сборник избранного за 1938 — 63 «Трофеи» (1963)
- Переводы В. Шекспира, Дж. Китса, Ю. Словацкого, Я. Врхлицкого, Янки Купалы, Масея Седнева, X. Ботева и др.